# Francisco Daniel Caraballo
 (février 2024).
Pour les articles homonymes, voir Caraballo.
Francisco Daniel Caraballo (né à Anaco (Venezuela) le 21 octobre 1973) est un ancien joueur de premier but de baseball professionnel vénézuélien. Il a joué pour les Orix Buffaloes de ligue japonaise de baseball (NPB).

## Carrière professionnelle
En 2003, Fransisco Caraballo signe avec les Astros de Houston de Ligues majeures de baseball en tant qu'agent libre amateur. Au bout de sept ans, il est transféré au Texas League de classe AA.
En 2008, il signe avec les Worcester Tornadoes de l'Association canado-américaine, ligue de baseball indépendante.  
En 2009, Caraballo joue dans la Kyushu Island League, une ligue indépendante au Japon. En 2010, il fait ses débuts en NPB avec Orix, enregistrant une moyenne au bâton de ,257 et frappe sept circuits en 125 présences officielles au bâton sur 36 matchs joués. Blessé en 2011 et libéré par son club, Caraballo jouera dans l'Association canado-américaine en 2012. 
Il retourne au Japon en 2013, jouant pour le Gunma Diamond Pegasus de la Baseball Challenge League (BCL). Il remporte la triple couronne de la BCL en 2014. Il joue une autre saison avec les Orix Buffaloes en 2015 avant de prendre sa retraite début 2016.